# Premio Knuth

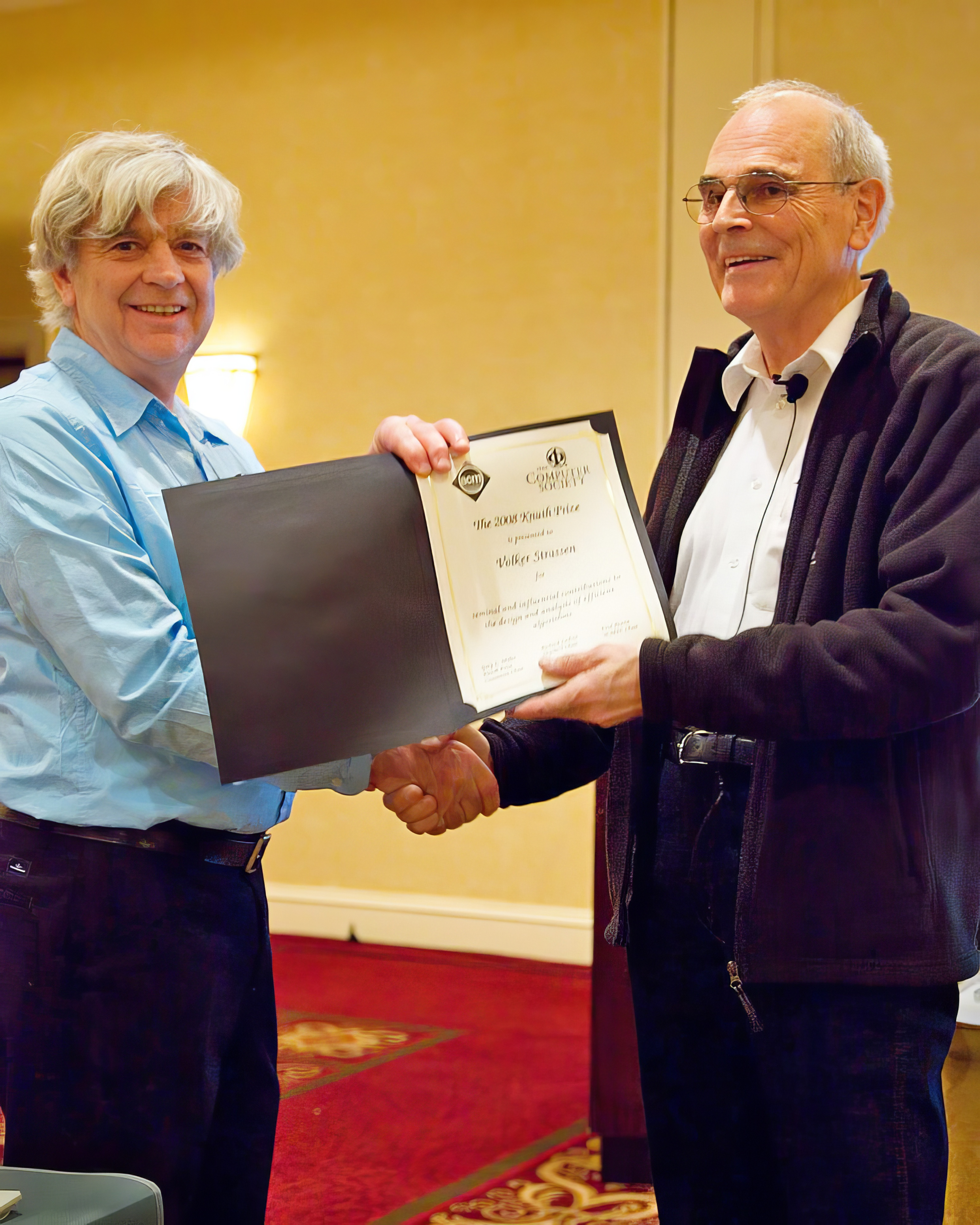
Gary Miller premia Volker Strassen nell'edizione del 2008

Il premio Donald E. Knuth è un riconoscimento destinato a premiare studiosi che si siano distinti per eccezionali contributi ai fondamenti dell'informatica. Il premio è dedicato a Donald Knuth, ed è stato assegnato per la prima volta nel 1996 in occasione della ventottesima edizione dell'ACM Symposium on Theory of Computing (STOC). Viene consegnato ogni anno, insieme a un premio in denaro (10.000 dollari nel 2020). Attualmente la cerimonia di premiazione, negli anni pari,  si tiene in concomitanza dell'IEEE Symposium on Foundations of Computer Science (FOCS).

## Vincitori
| Anno | Sede          | Vincitore              | Istituzione affiliata             | Motivazione |
| ---- | ------------- | ---------------------- | --------------------------------- | --- |
| 1996 | Filadelfia    | Andrew Yao             | Università di Princeton           | Per i suoi lavori fondamentali nel campo della complessità computazionale. |
| 1997 |               | Leslie Valiant         | Università di Harvard             | Per i suoi contributi di notevole portata nello studio della complessità computazionale, del calcolo parallelo e della teoria dell'apprendimento. |
| 1999 |               | László Lovász          |                                   | Per la sua enorme influenza sulla teoria degli algoritmi. |
| 2000 |               | Jeffrey D. Ullman      |                                   | Per i suoi contributi all'informatica teorica e alle applicazioni (compilatori, database e parallelismo). |
| 2002 |               | Christos Papadimitriou |                                   | Per i suoi contributi fondamentali e di lungo corso ai fondamenti dell'informatica. |
| 2003 |               | Miklos Ajtai           |                                   | Per i numerosi contributi innovativi all'informatica teorica. |
| 2005 |               | Mihalis Yannakakis     | Columbia University               | Per i numerosi contributi pionieristici all'informatica teorica: teoria della complessità, database, teoria dei grafi. |
| 2007 | Providence    | Nancy Lynch            |                                   | Per i contributi influenti e determinanti alla teoria del calcolo distribuito. |
| 2008 |               | Volker Strassen        | University of Konstanz            | Per i suoi contributi fondamentali e influenti agli algoritmi efficienti |
| 2010 | Cambridge     | David Johnson          | Columbia University               | Per i suoi contributi all'analisi teorica e sperimentale degli algoritmi |
| 2011 | San Jose      | Ravindran Kannan       |                                   | Ha fornito all'informatica teorica molte nuove e potenti tecniche algoritmiche. |
| 2012 | New Brunswick | Leonid Levin           |                                   | |
| 2013 | Palo Alto     | Gary Miller            |                                   | |
| 2014 | Filadelfia    | Richard J. Lipton      |                                   | |
| 2015 | Portland      | László Babai           |                                   | |
| 2016 | New Brunswick | Noam Nisan             | Università Ebraica di Gerusalemme | |
| 2017 | Montréal      | Oded Goldreich         | Istituto Weizmann                 | Per i suoi contributi all'informatica teorica e gli studi sulla crittografia, la casualità e la teoria della complessità. |
| 2018 | Parigi        | Johan Håstad           |                                   | |
| 2019 | Phoenix       | Avi Wigderson          | Università di Princeton           | |
| 2020 | Durham        | Cynthia Dwork          | Università di Harvard             | Per i contributi duraturi e fondamentali all'informatica e i suoi studi sulla crittografia, la sicurezza e i sistemi distribuiti. |
| 2021 |               | Moshe Vardi            | Università Rice                   | Per gli eccezionali contributi che applicano la logica matematica a molteplici aree fondamentali dell'informatica. |
| 2022 |               | Noga Alon              | Università di Princeton           | Per i contributi fondamentali in combinatoria e teoria dei grafi e le applicazioni a temi fondamentali dell'informatica. |
| 2023 |               | Éva Tardos             | Cornell University                | Per "i suoi ampi contributi alla ricerca e la sua leadership nel settore, in particolare per essere stata co-autrice di un influente libro di testo, Algorithm Design, per essere stata co-curatrice dell'Handbook of Game Theory, per aver ricoperto il ruolo di caporedattore del Journal of the ACM e del Society for Industrial and Applied Mathematics (SIAM) Journal of Computing e per aver presieduto i comitati di programma di diverse importanti conferenze del settore". |